# ابوتراب مظهری
حاج ابوتراب مظهری، در سال ۱۳۰۲ شمسی در شهرستان نهاوند متولد شد . وی در کودکی پدر خود را از دست داد و به همراه مادرش به گذر ایام پرداخت . در ابتدای نوجوانی به فراگیری شغل خیاطی مشغول شد و نان‌آور خانه گشت . در جوانی مدتی به تهران هجرت و سپس به شهرستان ملایر عظیمت نمود و در آنجا ساکن گشته و مشغول به فعالیت شد . با باز شدن کلاس‌های اکابر به دستور رضاشاه وی به این کلاس‌ها رفته و مدرک اکابر را کسب نمود. با ذوق و علاقه وافر وی به ادبیات مخصوصاً شعر و مطالعه کتب اشعار مختلف در خود قریحه شعری را حس نموده و شروع به سرودن شعر نمود که بیشتر در قالب غزل اشعار خود را می سرائید. وی بیش از هزار بیت شعر سرود که حاصل این فعالیت‌ها چاپ مجموعه اشعار وی در سال ۱۳۸۵ بود. وی در دهم اسفند ماه ۱۳۸۵ در ملایر به دلیل ابتلا به بیماری کلیوی دیده از جهان فرو بست .

## نمونه اشعار
| بیا بیا که دل خسته را قراری نیست    |  | بیا که بی گل رویت مرا بهاری نیست    |
| بیا به عاشق دلخسته لحظه‌ای بنگر      |  | که بر جهان جفا پیشه اعتباری نیست    |
| هر آن کسی که امیدش به مهربانی توست  |  | دگر به مردم شهر ودیار کاری نیست     |
| نگار من تو غرور از درون خویش بُکش    |  | که کشتن منِ دل داده افتخاری نیست     |
| اگر گناه بود دیدن پریرویان          |  | خدا گواست که چون من گناهکاری نیست   |
| خوشا کسی که در این روزگار شاد بزیست |  | ز رنج و محنت و غم بر دلش غباری نیست |
| چه حاصلی بود آن را ز عمر جاویدان    |  | کسی که شمع وجودش به شام تاری نیست   |
| بهار می‌گذرد مظهری غنیمت دان         |  | که بر بهار دگرباره اعتباری نیست     |

## منبع
- مظهری ساسان
- سایت اینترنتی آدینه بوک
- انتشارات کانون علوم خطیب